# Maréchal, nous voilà!
Píseň Maréchal, nous voilà! (česky: Maršále, zde jsme!) byla oslavná píseň věnovaná hlavě režimu ve Vichy, který aktivně spolupracoval s nacistickým Německem, maršálu Pétainovi a stala se hymnou tohoto režimu  a neoficiální hymnou Vichistické Francie, tzv. Francouzského státu. [zdroj?] Oficiální francouzskou hymnou však i po celou dobu 2. světové války zůstala Marseillaisa. 

Text písně napsal André Montagard (1888-1963), hudbu, která byla plagiátem díla skladatele Casimira Oberfelda, který byl zabit v koncentračním táboře, upravili André Montagard a Charles Courtioux.